# Wolfgang Sauer (Historiker)
Wolfgang Wilhelm Sauer (* 12. Februar 1920 in Berlin; † 23. Dezember 1989) war ein deutscher Historiker. Er war unter anderem Inhaber des Lehrstuhls für deutsche Geschichte an der University of California, Berkeley.

## Leben und Tätigkeit
Sauer wurde 1957 an der Freien Universität Berlin mit einer Dissertation über den Ebert-Groener-Pakt vom Herbst 1918 zum Dr. phil. promoviert.
Erste größere Bekanntheit erlangte Sauer durch seine Mitarbeit an der unter Federführung von Karl Dietrich Bracher entstandenen Monographie Die nationalsozialistische Machtergreifung, die bis heute als ein Standardwerk der NS-Forschung gilt. Diese Studie, die erstmals 1957 erschien und seither zahlreiche Neuauflagen erlebt hat, wurde von Bracher und Sauer zusammen mit Gerhard Schulz angefertigt, wobei Sauer das Großkapitel „Die Mobilmachung der Gewalt“ übernahm. Für die Nachfolgestudie Die Auflösung der Weimarer Republik verfasste er das Kapitel über die Reichswehr.
1964 wurde Sauer an die University of California nach Berkeley berufen, an der er bis zu seinem Tod den Lehrstuhl für deutsche Geschichte innehatte. Der Schwerpunkt seiner Forschung war die Untersuchung der Geschichte und der theoretischen Fundierung zivil-militärischer Beziehungen in der ersten Hälfte des 20. Jahrhunderts.
Sauers wissenschaftlicher Nachlass wird heute im Hoover Institution Archives der Stanford University aufbewahrt.

## Schriften
- Das Bündnis Ebert-Groener. Eine Studie über Notwendigkeit und Grenzen der militärischen Macht, o. O. 1957 (Dissertation).
- Armee und Politik in Deutschland, in: Neue Politische Literatur 4 (1959).
- Die nationalsozialistische Machtergreifung. Studien zur Errichtung des totalitären Herrschaftssystems in Deutschland 1933/34, Köln 1960 (zusammen mit Karl Dietrich Bracher und Gerhard Schulz).
  - darin insbesondere: Die Mobilmachung der Gewalt, S. 683–966.
- National Socialism. Totalitarianism or Fascism, in: American Historical Review, Jg. 63 (1967), S. 404–422.
- Das Scheitern der parlamentarischen Monarchie, in: Eberhard Kolb (Hrsg.): Vom Kaiserreich zur Weimarer Republik, Köln 1972, S. 77–99.
- Weimar Culture. Experiments in Modernism, in: Social Research, Jg. 39 (1972), S. 254–284.
- Das Problem des deutschen Nationalstaates, in: Hans-Ulrich Wehler (Hrsg.): Moderne deutsche Sozialgeschichte, Köln 1973, S. 407–436.
- Katholisches Vereinswesen in Wien. Zur Geschichte des christlich-sozialkonservativen Lagers vor 1914, in: Geschichte und Sozialkunde Forschungen, Nr. 5, Salzburg 1980.
- Die Reichswehr, in: Karl Dietrich Bracher: Die Auflösung der Weimarer Republik. Eine Studie zum Problem des Machtverfalls in der Demokratie, Düsseldorf 1984, S. 205–253.